# Василишин Ігор Миколайович
Ігор Миколайович Василишин (нар. 25 жовтня 1971) — радянський та Український футболіст, півзахисник.

## Життєпис
Дорослу футбольну кар'єру розпочав 1987 року в складі житомирського «Спартака». У вище вказаному клубі зіграв 1 матч у Другій лізі СРСР. Потім виступав на аматорському рівні за коростенський «Хіммаш» (1989) та житомирський «Хімік» (1991). Після розпаду СРСР продовжив кар'єру в «Хіміку». На професіональному рівні дебютував за житомирський клуб 1 серпня 1992 року в переможному (4:0) виїзному поєдинку 1/64 фіналу кубку України проти малинського «Папірника». Ігор вийшов на поле в стартовому складі та відіграв увесь матч. У Другій лізі України дебютував за «Хімік» 8 вересня 1992 року в переможному (2:1) домашньому поєдинку 3-го туру проти дрогобицької «Галичини». Василишин вийшов на поле в стартовому складі та відіграв увесь матч. Дебютними голами у професіональному футболі відзначився 15 вересня 1992 року на 43-й та 79-й хвилині переможного (4:1) домашнього поєдинку 5-го туру Другої ліги проти «Газовика» (Комарно). Ігор вийшов на поле в стартовому складі та відіграв увесь матч. За півтора сезони, проведені в житомирському клубі, в Другій лізі України зіграв 44 матчі (10 голів), ще 3 поєдинки провів у національному кубку.
Під час зимової паузи сезону 1993/94 років залишив команду житомирську команду, а напередодні старту наступного сезону перебрався в ЦСКА (К). У складі столичного клубу зіграв 17 матчів та відзначився 1 голом у Перехідній лізі України. А під час зимової перерви сезон 1994/95 років повернувся до «Хіміка». В команді грав до завершення сезону 1997/98 років. В останньому з вище вказаних сезонів встиг зіграти 4 матчі за малинський «Папірник», а також провести 1 поєдинок у Національному дивізіоні Молдови за «Ністру» (Атаки).
У 1998 році підсилив «КХП Черняхів», який грав в аматорському чемпіонаті України. З 2000 по 2008 рік виступав в чемпіонаті Житомирської області за житомирські колективи «Рудь» та «Дорожник». Винятком став сезон 2004 року, коли Ігор виступав за «Граніт» (Головине) в чемпіонаті Черняхівського району з футболу.